# Laut und leise ist die Liebe
Laut und leise ist die Liebe ist ein deutscher Spielfilm der DEFA von Helmut Dziuba aus dem Jahr 1972.

## Handlung
In einer Bar trifft Helga Baumann ihren geschiedenen Mann wieder. Das Treffen ist nicht zufällig, wurde es doch von ihrer älteren Schwester in die Wege geleitet. Nachdem diese sich mit fadenscheinigen Gründen verabschiedet hatte, kommen sich Helga und Fred wieder näher und landen in Helgas Wohnung im Bett, was am nächsten Morgen ihre gemeinsamen zwei Kinder mit Freude registrieren. Vor etwa einem Jahr wurden sie geschieden, da sie völlig verschiedene Ansichten über die Ehe hatten. Er wollte gern die Hausfrau haben und sie mochte ein gleichberechtigtes Nebeneinander in der Familie und im Beruf, denn beide arbeiteten in einem Betrieb. 
Inzwischen hat Helga ihre Meisterprüfung bestanden und begann sich bei ihren Kollegen durchzusetzen. Nur ihrem Ex-Mann fiel es immer noch schwer, eine schlaue Frau neben sich zu haben. Das zeigte er besonders, als er mit ihr zu einer Messe nach Taschkent fahren sollte, um ein neu entwickeltes Gerät zu vermarkten. Erst nach Anlaufschwierigkeiten ließ er sich darauf ein, was ihr nicht gefiel. Als dann auch noch während der Messevorführung das Gerät vom Fachpublikum nicht angenommen wurde, da es noch nicht ausgereift war, schlug er ihr vor, dass sie in Zukunft zu Hause bleibt, denn er würde als Alleinverdiener die Familie schon ernähren können. Langsam begann Helga an einem neuen glücklichen Zusammenleben zu zweifeln.
Den Ausschlag für die erneute Trennung, war eine Auszeichnungsveranstaltung, auf der Fred eine Prämie entgegennahm, von der sie wusste, dass er diese nicht verdient hat. Sie lehnte ihre Auszeichnung vor der versammelten Betriebsbelegschaft ab und wusste, dass sie mit dem Mann nicht weiter ihr Leben verbringen wollte.

## Produktion
Laut und leise ist die Liebe wurde von der Künstlerischen Arbeitsgruppe „Roter Kreis“ unter dem Arbeitstitel Das Haus hat viele Fenster auf ORWO-Color gedreht und hatte am 1. Dezember 1972 im Berliner Kino Colosseum seine festliche Premiere. Die Erstausstrahlung im 2. Programm des Fernsehens der DDR erfolgte am 18. Februar 1975.
Als der Film in die Abnahme kam, wurde beschlossen, dass er so nicht gezeigt werden kann und er wurde völlig umgearbeitet. Dafür wurde der Autor Heinz Kahlau hinzugezogen, der auf den fertigen Film eine völlig neue Geschichte schrieb. Diese musste mit Nachsynchronisation und reichlich Gedankenstimmen auf das bereits vorhandene Bild gelegt werden. Da die Hauptdarstellerin Margot Busse sich weigerte an dieser Verfälschung teilzuhaben, wurde sie in der neuen Fassung von Friederike Aust synchronisiert. Durch die dramaturgisch bedingten Kürzungen und Umstellungen blieb von der ursprünglichen Fassung nur noch ein Torso übrig.
Die Dramaturgie lag in den Händen von Thea Richter.

## Kritik
Nach Helmut Ullrich in der Neuen Zeit ist es ein ärgerlicher Film. Aber nicht, weil an ihm so lange herumgebastelt wurde und er sich trotzdem als misslungen herausstellt, sondern weil das Vertrauen des Publikums in das Bemühen der DEFA um die Gegenwartsgestaltung, untergraben wird.
R(olf) Richter bemängelt im Neuen Deutschland, dass ein längeres Selbstgespräch der jungen Frau kein innerer Monolog über ihre Situation ist, sondern nur ein oberflächlicher Kommentar. Die Schauspieler erscheinen blass und hilflos. Zu dem konfusen Buch kommen eine oberflächliche Kamera und eine Regie ohne Phantasie. Der ganze Film ist ein Misserfolg. Der eigentliche Erfolg des Abends war der Vorfilm Wäscherinnen von Jürgen Böttcher.
Das Lexikon des internationalen Films stellt fest, dass es sich hier um einen thematisch interessanten Film handelt, der jedoch nicht genügend Tiefe entwickelt und auch formal unausgereift ist.